# Massimo Pirri
Massimo Pirri (Campagnano di Roma, 10 novembre 1945 – Roma, 20 giugno 2001) è stato un regista e sceneggiatore italiano.

## Biografia
Era sposato con l'attrice Paola Montenero.

## Filmografia

### Regista e sceneggiatore
- Càlamo (1975)
- Italia: ultimo atto? (1977)
- L'immoralità (1978)
- Licanthropus, il figlio della notte (1979)
- Eroina (1980)
- Meglio baciare un cobra (1986)
- Il mestiere dello sceneggiatore (1986)

### Attore
- Novelle licenziose di vergini vogliose, regia di Joe D'Amato (1973)
- Fra' Tazio da Velletri, regia di Romano Scandariato e Joe D'Amato (1973)